# گروه باشاران
گروه باشاران یا هلدینگ باشاران (به ترکی:Başaran Holding) یک شرکت خصوصی در استانبول ترکیه است. این شرکت در سال ۱۹۳۰ توسط کار آفرینی به نام یعقوب باشاران در شهر ترابوزان ترکیه با تجارت فندق پایه‌گذاری شد. در سال ۲۰۱۴ شرکت درگیر فعالیت‌هایی از قبیل ساخت و ساز، تجارت، حمل و نقل، هتل داری انرژی و بانکداری بوده‌است. مدیریت این شرکت در حال حاضر با حسین باشاران می‌باشد.

## سقوط هواپیمای متعلق به گروه باشاران
در ۱۱ مارس ۲۰۱۸ هواپیمای بمباردیه چلنجر ۶۰۴ متعلق به این شرکت با کد ثبتی TC-TRB که از شارجه به سمت استانبول در حال پرواز بود با ۸ مسافر و ۳ خدمه که همگی خانم بودند در کوه‌ هلن در اطراف شهرکرد سقوط کرد. در این حادثه مینا باشاران، عضو هیئت مدیرهٔ هلدینگ باشاران و دختر مدیر عامل این شرکت به همراه ۷ نفر از دوستانش کشته شد.